# Geerhard de Grooth
Geerhard de Grooth (13 augustus 1947) is een  Nederlands sportjournalist.
Van 1971 tot 2014 was hij te horen als hockey-verslaggever bij NOS Langs de Lijn. Zijn eerste gedenkwaardige reportage maakte hij in 1973, bij de winst van het Nederlands elftal van het WK in het Wagener-stadion in Amstelveen. Tijdens de Olympische Zomerspelen 1984 versloeg hij de laatste wedstrijd van het damesteam samen met Hans Eijsvogel, de vader van hockeyster Marjolein Bolhuis-Eijsvogel. Naast zijn werk voor de NOS maakte hij ook, samen met onder anderen Bep van Houdt en Theo Koomen, het sportprogramma "Goal" voor de KRO-radio.
Tijdens zijn lange carrière zag De Grooth de Nederlandse heren driemaal wereldkampioen worden en tweemaal olympisch kampioen. Zesmaal gaf hij verslag bij het behalen van de wereldtitel door de Nederlandse dames en driemaal bij hun winst van olympisch goud.
De Grooth is lid van het ‘marketing committee’ van de Europese hockeybond EHF en werkte mee aan het digitaliseren van het KNHB-fotoarchief. Hij is een van de auteurs van het boek "115 jaar KNHB" dat in 2014 verscheen.
Ter gelegenheid van zijn 65e verjaardag in 2013 werd Geerhard de Grooth onderscheiden als Lid van de Orde van Oranje-Nassau. Zijn zoon Tom is een succesvol cricketspeler.